# Regioni della Norvegia per indice di sviluppo umano
     > 0,950
     0,940 - 0,950
     0,930 - 0,940
     0,920 - 0,930
     < 0,920

Mappa delle regioni della Norvegia per indice di sviluppo umano nel 2017.
Legenda:
> 0,950
0,940 - 0,950
0,930 - 0,940
0,920 - 0,930
< 0,920

Questa è una lista delle regioni della Norvegia per indice di sviluppo umano nel 2018.
| Posizione                           | Regione                                                   | 2018 HDI                            | Comparabile con                     |
| Indice di sviluppo umano molto alto | Indice di sviluppo umano molto alto                       | Indice di sviluppo umano molto alto | Indice di sviluppo umano molto alto |
| ----------------------------------- | --------------------------------------------------------- | ----------------------------------- | ----------------------------------- |
| 1                                   | Oslo                                                      | 0,968                               | Svizzera                            |
| 2                                   | Vestlandet (Hordaland, Sogn og Fjordane, Møre og Romsdal) | 0,956                               | Svizzera                            |
| –                                   | Norvegia (media)                                          | 0,954                               | Svizzera                            |
| 3                                   | Trøndelag (Sør-Trøndelag, Nord-Trøndelag)                 | 0,951                               | Svizzera                            |
| 4                                   | Agder e Rogaland (Aust-Agder, Vest-Agder, Rogaland)       | 0,949                               | Svizzera                            |
| 5                                   | Nord-Norge (Nordland, Troms, Finnmark)                    | 0,935                               | Singapore                           |
| 6                                   | Hedmark e Oppland                                         | 0,926                               | Finlandia                           |
| 7                                   | Sør-Østlandet (Østfold, Buskerud, Vestfold, Telemark)     | 0,918                               | Belgio                              |